# Baganuur
Baganuur (in mongolo Багануур, piccolo lago) è uno dei nove dùùrėg (distretti) in cui è divisa Ulan Bator capitale della Mongolia. A sua volta è suddiviso in 4 horoo (sottodistretti).
Baganuur è di fatto una città distinta dalla capitale, rispetto alla quale è una exclave di 620 km² sita lungo il confine che separa le province (o aimag) del Tôv e quella del Hėntij.
Fu costruita intorno ad una base militare sovietica, in seguito l'Unione Sovietica vi realizzò la più grande miniera a cielo aperto di carbone della Mongolia.
La città è diventata uno dei più grandi centri di produzione industriale mongola e si colloca tra le dieci più grandi città del paese. Attualmente gli sforzi della sua amministrazione sono rivolti a farne una città indipendente.

## Infrastrutture e trasporti
Baganuur è il punto di arrivo di un ramo della Ferrovia Transmongolica, che si connette alla linea principale a Bagahangaj.

## 2008 allarme metanolo
Il 31 dicembre 2007, Baganuur fu il centro di un vasto caso di avvelenamento da metanolo, causato da un produttore locale di vodka. L'avvelenamento fece 14 vittime fra la popolazione con decine di casi di ricovero in ospedale. In seguito all'episodio ci fu il divieto di vendita di vodka a Ulan Bator per diversi giorni, che contribuì a mettere in evidenza il problema della sicurezza alimentare in Mongolia.